# Сапожник, Иван Фомич
Иван Фомич Сапожник — молдавский советский хозяйственный, государственный и политический деятель, Герой Социалистического Труда.

## Биография
Родился в 1920 году в селе Михайловка. Член КПСС с 1947 года.
С 1945 года — на хозяйственной, общественной и политической работе. В 1945—1985 гг. — в партийных органах Рыбницкого района, председатель колхоза имени Дзержинского Рыбницкого района, директор Рыбницкой заготконторы по приёму фруктов и офощей «Молплодоовощпром», директор Рыбницкого животноводческого откормочного пункта «Колхозживпром», директор бройлерной птицефабрики в селе Красненьком Рыбницкого района Молдавской ССР.
Указом Президиума Верховного Совета СССР от 23 июня 1966 года присвоено звание Героя Социалистического Труда с вручением ордена Ленина и золотой медали «Серп и Молот».
Избирался депутатом Верховного Совета Молдавской ССР 5-го созыва.
Умер после 1985 года.